# Elaenia sordida
Az Elaenia sordida a madarak osztályának verébalakúak (Passeriformes) rendjébe, a királygébicsfélék (Tyrannidae) családjába tartozó faj.

## Rendszerezése
A fajt John T. Zimmer amerikai ornitológus írta le 1941-ben az Elaenia obscura alfajaként Elaenia obscura sordida néven. Egyes szervezetek jelenleg is ide sorolják

## Előfordulása
Dél-Amerika keleti részén, Argentína, Brazília, Paraguay és Uruguay területén honos. Természetes élőhelyei a szubtrópusi és trópusi síkvidéki és hegyi esőerdők, cserjések, valamint  másodlagos erdők. Állandó nem vonuló faj.

## Megjelenése
Testhossza 18–20 centiméter, testtömege 24–34,5 gramm.

## Életmódja
Rovarokkal és gyümölcsökkel táplálkozik.

## Természetvédelmi helyzete
Az elterjedési területe rendkívül nagy, egyedszáma pedig stabil. A Természetvédelmi Világszövetség Vörös listáján nem fenyegetett fajként szerepel.